# Tlahuixcalpantecuhtli
Tlahuixcalpantecuhtli (Tlahuixcalpantec, Tlahuixcalpantecuhtli, Tlahuizcalpantecutli; "señor de la aurora").- astečki bog čiji su simboli bili planet Venera i 'Pernata Zmija' (Quetzalcoatl ili Feathered Serpent).
Bio je personifikacija Zvijezde Danice, a njegov brat Xolotl Večernjice.